# Garage Fuzz
Garage Fuzz est un groupe brésilien de punk rock, originaire de Santos, dans l'État de São Paulo,. L'un des groupes les plus influents de l'underground brésilien dans les années 1990 et 2000,, Garage Fuzz tourne dans tout le Brésil aux côtés de noms internationaux tels que Sick of It All, Down by Law, Fugazi, Samiam et Seaweed. Influencé par Hüsker Dü, The Celibate Rifles et The Saints, le groupe possède une vaste discographie, comprenant des albums studio, des albums live, des splits et des EP.
Composé de Victor Franciscon (chant), Fernando Bassetto (guitare), Wagner Reis (guitare), Fabricio de Souza (basse) et Daniel Siqueira (batterie), le groupe tire ses origines de divers groupes de la scène indépendante des années 1980 et 1990 à Santos, tels que Ovec, Psychic Possessor et Safari Hamburguers.

## Histoire
Garage Fuzz est formé en avril 1991 sous la forme d'un trio composé d'Alexandre Cruz (chant et guitare), Fabricio de Souza (basse) et Daniel Siqueira (batterie). Leur premier concert a lieu deux semaines après leur formation, lorsqu'ils sont invités par Zé Antonio Algodoal à ouvrir un concert de Pin Ups à l'Espaço Retrô. La même année, le groupe entre en studio pour enregistrer sa première démo, Daylight, composée de six morceaux.
En avril 2012, ils se produisent sur la scène alternative de Lollapalooza Brasil à São Paulo. En 2015, le groupe revient avec son quatrième album studio, Fast Relief,, le premier à être sorti de manière indépendante. L'album présente un mélange de punk hardcore avec des éléments de rock alternatif et de post-hardcore. L'album suivant, Comfortable Moments, sort en 2016, également de manière indépendante et uniquement en vinyle. Comfortable Moments compile les EP Comfortable Dimensions for Suitable Structures et Instant Moments sur les faces A et B respectivement.
En avril 2020, ils sortent un nouvel EP intitulé Take Care of Your Friends. En juillet 2021, le chanteur Alexandre « Sesper » Cruz annonce qu'il quitte le groupe après 30 ans,. Le chanteur et artiste visuel vit en Israël, ce qui explique son départ. Pour le remplacer, Garage Fuzz fait appel à Victor Franciscon,, également chanteur du groupe Dharma Numb. Le même mois, Garage Fuzz sort son premier album depuis 2015, Let the Chips Fall, composé de trois morceaux.

## Discographie

### Albums studio
- 1994 : Relax In Your Favorite Chair
- 1999 : Turn The Page… The Season Is Changing
- 2001 : 3500 Days Alive!
- 2005 : The Morning Walk
- 2009 : Definitively Alive
- 2015 : Fast Relief

### Démos
- 1991 : Daylight
- 1992 : Garbage Funny Things
- 1997 : Four New Songs

### EP
- 1998 : Confortable Dimensions for Suitable Structures
- 2001 : Instant Moments
- 2012 : Warm and Cold
- 2021 : Let the Chips Fall

### Splits
- 2002 : Garage Fuzz/Solea - Working on the Title
- 2016 : Garage Fuzz/Againe

## Distinctions
| Année | Prix            | Catégorie                      | Nommé         | Résultat   | Réf.   |
| ----- | --------------- | ------------------------------ | ------------- | ---------- | ------ |
| 2009  | VMB             | Meilleur groupe hardcore       | Garage Fuzz   | Nomination | [ 13 ] |
| 2013  | Prêmio Dynamite | Meilleur album punk / hardcore | Warm and Cold | Lauréat    |        |